# Kreis Cüstrin
Der Kreis Cüstrin, auch Kreis Küstrin, war ein beiderseits der Oder gelegener preußischer Landkreis in der Provinz Brandenburg, der von 1816 bis 1835 bestand. Sein östlich der Oder gelegener Teil gehört heute zu Polen, während sein westlich der Oder gelegener Teil heute zum Landkreis Märkisch-Oderland im deutschen Bundesland Brandenburg gehört. Im Kreis lagen unter anderem die Städte Cüstrin, Fürstenfelde und Neudamm.

## Verwaltungsgeschichte
Nach der Neuorganisation der Kreisgliederung im preußischen Staat nach dem Wiener Kongress entstand 1816 unter anderem der Kreis Cüstrin im Regierungsbezirk Frankfurt der Provinz Brandenburg. Er setzte sich zusammen aus Gebieten, die bis dahin zu den brandenburgischen Kreisen Landsberg, Lebus und Königsberg gehört hatten. Das Landratsamt befand sich in der Stadt Cüstrin. Im Jahre 1816 hatte der Kreis Cüstrin 26.595 Einwohner.
Zum 1. Januar 1836 wurde der Kreis Cüstrin wieder aufgelöst und die bis 1816 gültigen Kreiszugehörigkeiten wurden wiederhergestellt. Die Osthälfte des Kreises mit den Städten Cüstrin, Fürstenfelde und Neudamm kam wieder zum Kreis Königsberg, die Westhälfte wieder zum Kreis Lebus und das Gebiet um die Orte Blumberg und Groß Cammin wieder zum Kreis Landsberg.
Im Kreis Königsberg wurde wegen der großen Entfernung der Kreisstadt Königsberg zum neuen Südteil des Kreises in Cüstrin ein zweites Landratsamt eingerichtet.

## Orte
| - Alt Bleyen - Alt Tucheband - Altlangsow - Baiersberg - Batzlow - Blumberg - Darrmietzel - Drewitz - Friedrichsaue - Fürstenfelde, Stadt - Genschmar - Gerickensberg - Golzow - Gorgast - Groß Cammin | - Groß Neuendorf - Hälse - Hathenow - Kalenzig - Karlsbiese - Kerstenbrügge - Kienitz - Kietz - Klein Neuendorf - Klewitz - Küstrin, Stadt - Kutzdorf - Lehmannshöfel - Letschin - Libbenichen | - Manschnow - Nabern - Neu Bleyen - Neu Manschnow - Neu Rosenthal - Neu Tucheband - Neudamm, Stadt - Neulangsow - Neumühl - Ortwig - Posedin - Quartschen - Rathstock - Rehfelf - Sachsendorf | - Schaumburg - Solikante - Sophienthal - Steintoch - Sydowswiese - Werbig - Wilhelmsaue - Wilkersdorf - Wittstock - Zechin - Zicher - Zorndorf |

## Landräte
- 1816–1832 Beck[4]
- 1832–1833 Heinrich von Petersdorff[5]
- 1833–1835 Karl Ewald von Stünzner[6]